# Gianluca Righetti
Gianluca Righetti (Basilea, 18 aprile 1965) è un allenatore di calcio ed ex calciatore italiano, di ruolo attaccante, responsabile del settore giovanile del Real San Clemente.

## Carriera

### Giocatore
Giocò in Serie A con il Cesena.

### Allenatore
Nelle vesti di tecnico conquistò la promozione dalla Serie D alla Serie C con il Rimini nella stagione 2017-2018, dopo essere subentrato nel dicembre 2017 a campionato in corso. Confermato dai biancorossi anche per la stagione seguente, si dimise il 22 ottobre 2018 all'indomani della sconfitta dell'ottava giornata sul campo dell'Imolese.

## Statistiche

### Statistiche da allenatore
Statistiche aggiornate al 22 ottobre 2018.
| Stagione            | Squadra             | Campionato          | Campionato | Campionato | Campionato | Campionato | Coppe nazionali | Coppe nazionali | Coppe nazionali | Coppe nazionali | Coppe nazionali | Coppe continentali | Coppe continentali | Coppe continentali | Coppe continentali | Coppe continentali | Altre coppe | Altre coppe | Altre coppe | Altre coppe | Altre coppe | Totale | Totale | Totale | Totale | % Vittorie | Piazzamento          |
| Stagione            | Squadra             | Comp                | G          | V          | N          | P          | Comp            | G               | V               | N               | P               | Comp               | G                  | V                  | N                  | P                  | Comp        | G           | V           | N           | P           | G      | V      | N      | P      | %          | Piazzamento          |
| ------------------- | ------------------- | ------------------- | ---------- | ---------- | ---------- | ---------- | --------------- | --------------- | --------------- | --------------- | --------------- | ------------------ | ------------------ | ------------------ | ------------------ | ------------------ | ----------- | ----------- | ----------- | ----------- | ----------- | ------ | ------ | ------ | ------ | ---------- | -------------------- |
| 2004-2005           | Massa Lombarda      | Ecc.                | 34         | 10         | 7          | 17         | CI-Ecc.         | -               | -               | -               | -               | -                  | -                  | -                  | -                  | -                  | -           | -           | -           | -           | -           | 34     | 10     | 7      | 17     | 29,41      | 15º, (retr.)         |
| 2006-2007           | Verucchio           | D                   | 34+2       | 10+1       | 10+1       | 14         | CI-D            | 4               | 1               | 2               | 1               | -                  | -                  | -                  | -                  | -                  | -           | -           | -           | -           | -           | 40     | 12     | 13     | 15     | 30,00      | 15º                  |
| 2012-2013           | Tropical Coriano    | Prom.               | 34         | 14         | 7          | 13         | CI-Prom.        | -               | -               | -               | -               | -                  | -                  | -                  | -                  | -                  | -           | -           | -           | -           | -           | 34     | 14     | 7      | 13     | 41,18      | 6º                   |
| 2013-2014           | Virtus Tre Villaggi | 1ª Cat.             | 30         | 14         | 10         | 6          | -               | -               | -               | -               | -               | -                  | -                  | -                  | -                  | -                  | -           | -           | -           | -           | -           | 30     | 14     | 10     | 6      | 46,67      | 2º, (prom.)          |
| 2014-2015           | Fya Riccione        | Prom.               | 34         | 17         | 7          | 10         | CI-Prom.        | 2               | 1               | 0               | 1               | -                  | -                  | -                  | -                  | -                  | -           | -           | -           | -           | -           | 36     | 18     | 7      | 11     | 50,00      | 5º                   |
| 2015-2016           | Fya Riccione        | Prom.               | 34+1       | 23         | 8          | 3+1        | CI-Prom.        | 4               | 2               | 0               | 2               | -                  | -                  | -                  | -                  | -                  | -           | -           | -           | -           | -           | 39     | 25     | 8      | 6      | 64,10      | 2º                   |
| 2016-2017           | Fya Riccione        | Ecc.                | 38         | 18         | 11         | 9          | CI-Ecc.         | 3               | 0               | 1               | 2               | -                  | -                  | -                  | -                  | -                  | -           | -           | -           | -           | -           | 41     | 18     | 12     | 11     | 43,90      | 5º                   |
| Totale Fya Riccione | Totale Fya Riccione | Totale Fya Riccione | 107        | 58         | 26         | 23         |                 | 9               | 3               | 1               | 5               |                    |                    |                    |                    |                    |             |             |             |             |             | 116    | 61     | 27     | 28     | 52,59      |                      |
| dic. 2017-2018      | Rimini              | D                   | 21+2       | 13+1       | 6+1        | 2          | CI-D            | 1               | 0               | 0               | 1               | -                  | -                  | -                  | -                  | -                  | -           | -           | -           | -           | -           | 24     | 14     | 7      | 3      | 58,33      | Sub., 1º (prom.)     |
| lug.-ott. 2018      | Rimini              | C                   | 7          | 1          | 4          | 2          | CI-C            | 2               | 0               | 1               | 1               | -                  | -                  | -                  | -                  | -                  | -           | -           | -           | -           | -           | 9      | 1      | 5      | 3      | 11,11      | Dimiss.              |
| Totale Rimini       | Totale Rimini       | Totale Rimini       | 30         | 15         | 11         | 4          |                 | 3               | 0               | 1               | 2               |                    |                    |                    |                    |                    |             |             |             |             |             | 33     | 15     | 12     | 6      | 45,45      |                      |
| 2020-2021           | Vis Misano          | Prom.               | 3          | 3          | 0          | 0          | CI-Prom.        | 2               | 1               | 1               | 0               | -                  | -                  | -                  | -                  | -                  | -           | -           | -           | -           | -           | 5      | 4      | 1      | 0      | 80,00      | Campionato annullato |
| nov. 2021-2022      | Sant'Ermete         | Prom.               | 18         | 6          | 5          | 7          | CI-ER           | -               | -               | -               | -               | -                  | -                  | -                  | -                  | -                  | -           | -           | -           | -           | -           | 18     | 6      | 5      | 7      | 33,33      | Sub., 8º             |
| 2023-2024           | Cattolica           | Prom.               | 34+1       | 19         | 8          | 7+1        | CI-Prom.        | 5               | 2               | 2               | 1               | -                  | -                  | -                  | -                  | -                  | -           | -           | -           | -           | -           | 40     | 21     | 10     | 9      | 52,50      | 2º                   |
| Totale carriera     | Totale carriera     | Totale carriera     | 327        | 150        | 85         | 92         |                 | 23              | 7               | 7               | 9               |                    |                    |                    |                    |                    |             |             |             |             |             | 350    | 157    | 92     | 101    | 44,86      |                      |

## Palmarès

### Giocatore
- Serie C1: 1

Parma: 1985-1986 (girone A)

### Allenatore
- Serie D: 1

Rimini: 2017-2018 (girone D)